# Маккінлі (округ Тейлор, Вісконсин)
Маккінлі (англ. McKinley) — місто (англ. town) в США, в окрузі Тейлор штату Вісконсин. Населення — 408 осіб (2020).

## Демографія
Згідно з переписом 2010 року, у місті мешкало 458 осіб у 152 домогосподарствах у складі 118 родин. Було 235 помешкань
Расовий склад населення:
| - 97,6 % — білих - 0,4 % — чорних або афроамериканців - 0,2 % — азіатів |

До двох чи більше рас належало 0,9 %. Частка іспаномовних становила 0,9 % від усіх жителів.
За віковим діапазоном населення розподілялося таким чином: 32,5 % — особи молодші 18 років, 53,7 % — особи у віці 18—64 років, 13,8 % — особи у віці 65 років та старші. Медіана віку мешканця становила 37,0 року. На 100 осіб жіночої статі у місті припадало 103,6 чоловіків;  на 100 жінок у віці від 18 років та старших — 111,6 чоловіків також старших 18 років.
Середній дохід на одне домашнє господарство  становив 49 761 долар США (медіана — 45 000), а середній дохід на одну сім'ю — 56 950 доларів (медіана — 51 458). Медіана доходів становила 37 250 доларів для чоловіків та 26 806 доларів для жінок. За межею бідності перебувало 14,8 % осіб, у тому числі 15,9 % дітей у віці до 18 років та 16,7 % осіб у віці 65 років та старших.
Цивільне працевлаштоване населення становило 175 осіб. Основні галузі зайнятості: сільське господарство, лісництво, риболовля — 28,6 %, виробництво — 20,0 %, будівництво — 16,6 %.